# Auf dem Sande (Seehausen)
Auf dem Sande ist ein Wohnplatz im Ortsteil Beuster der Hansestadt Seehausen (Altmark) im Landkreis Stendal in Sachsen-Anhalt.

## Geografie
Der Wohnplatz liegt knapp zwei Kilometer südöstlich von Beuster, 1½ Kilometer westlich der Elbe im Norden der Wische in der Altmark im Biosphärenreservat Mittelelbe.

## Geschichte
Der Ort wurde nach dem Sand benannt, der sich dort nach dem Deichbruch bei Unterkamps im Jahre 1567 abgelagert hatte. Dort stand eine Windmühle, die Frankesche Mühle auf dem Sand. Sie hatte ihren Namen vom benachbarten Grundstück, dem Frankesche Hof in Ostorf Nr. 4. Im Jahre 1600 wurde Christoph Franke als Besitzer des Hofes genannt. Mit dem Tod von Dietrich Franke im Jahre 1813 war die Existenz des Ackerhofes beendet. Wann die Mühle erbaut wurde, ist nicht bekannt. Sie war jeweils vom Frankeschen Hof an den Windmüller verpachtet worden. Der letzte Windmüller Wendt starb 1910. Anschließend wurde die Mühle abgerissen und später auch der Mühlenberg abgetragen. Durch Zukauf von Land entstand aus dem Mühlengrundstück ein Bauernhof. Heute werden die Gebäude zu Wohnzwecken genutzt.